# Fran Kesterčanek
Fran Žaver Kesterčanek (Zagreb, 14. rujna 1856. – Zagreb, 21. kolovoza 1915.), hrvatski šumarski stručnjak
Jedan je od osnivača suvremenog šumarstva u Hrvatskoj na području nastave, šumarske upravne službe te stručne i znanstvene literature. Bio je profesor na Šumarskoj akademiji u Zagrebu, urednik Šumarskog lista, upravitelj Šumarskog muzeja Hrvatsko-slavonskoga šumarskog društva, osnivač Hrvatskoga društva za gajenje lova i ribarstva te urednik njegova glasila.
Sin je roditelja, Dragutina i Karoline. Otac mu je bio financijski nadsavjetnik. U Zagrebu je završio pučku školu i višu realku, na kojoj je 1874. g. položio ispit zrelosti.
Šumarske je znanosti studirao na Šumarskoj akademiji u Mariabrunnu i Visokoj školi za kulturu tla u Beču, gdje je i apsolvirao 1877. 	  
Kesterčanek je u travnju 1878. imenovan državnim šumarskim vježbenikom i dodijeljen je u svojstvu šumarskog procjenitelja Katastralnom ravnateljstvu u Zagrebu za katastralne procjenbene kotare Koprivnica, Križevci, Bjelovar i Đurđevac. U toj službi ostaje sedam mjeseci.
U studenome 1878. namješten je za asistenta šumarske struke na Gospodarsko - šumarskom učilištu u Križevcima. Položivši državni ispit za samostalno vođenje šumskog gospodarstva, imenovan je u veljači 1880.g. pravim učiteljem šumarstva. Predavao je predmete uporaba šuma, tehnologija drva, šumarska uprava, dendrometrija, računanje vrijednosti šuma, povijest i literaturu šumarstva, a opće šumarstvo za slušatelje Gospodarskog odjela. U Šumarskom listu javlja se 1880.g., "Dendrometriju" objavljuje 1881., a "Osnove nauke računanja vrijednosti šuma" izdaje 1882.
Njegove ideje o potrebi reforme križevačkog učilišta, koje je - po njegovoj zamisli - trebalo preseliti u Zagreb na Sveučilište kao poseban šumarski odjel ili ga podići na stupanj akademije, dovele su ga u sukob s kolegama nastavnicima i s vlašću. Uvidjevši da ne nalazi razumijevanje, 1883.g. na vlastiti zahtjev prekida nastavnički rad u Križevcima i prelazi u šumarsko - upravnu službu pri županijskoj oblasti u Zagreb u svojstvu županijskog nadšumara. Na tome mjestu ostaje gotovo 10 godina, a samo kratko vrijeme obavlja istu službu kod županjske oblasti u Varaždinu.
Uz redovne upravne poslove u to vrijeme aktivno radi i kao tajnik Hrvatsko-slavonskoga šumarskoga društva, uređuje Šumarski list, piše stručne radove i članke, pokreće pitanja šumarske nastave i uređenja urbarskih imovnih općina i reorganizacije šumarske uprave.
Godine 1893., vraća se na Gospodarsko - šumarsko učilište u Križevce želeći se više posvetiti pisanju i nastavi. Kao profesor šumarske struke predavao je na Šumarskom odjelu do 1899.g. predmete sađenje i uzgoja šuma, šumarsku botaniku, čuvanje šuma, šumarsku upravu, uporabu šuma i tehnologiju drva te šumarsku statistiku.
U oba razdoblja nastavničkog rada u Križevcima organizirao je i vodio poučna putovanja na prostorima Hrvatske, ali i u Češku, Austriju, Mađarsku, BiH i drugdje.
Nakon što je u listopadu 1898. obavljen prijenos šumarske nastave iz Križevaca na Šumarsku akademiju u Zagrebu, prislonjenu uz Mudroslovni fakultet, Kesterčanek ostaje u Križevcima do 1899. kada je i posljednja generacija šumara završila školovanje. 
Šumarska akademija u Zagrebu osnovana je 1898. kao rezultat nastojanja Šumarskog društva Hrvatske na ostvarivanju visokoškolske šumarske nastave u Hrvatskoj. Najveću zaslugu za otvaranje Šumarske akademije imali su prof. Kesterčanek i banski savjetnik dr. Ivo Mallin. Kesterčanek je smatrao, da obrazovanje šumara za uspješno gospodarenje šumama mora biti jednako onom drugih naših "akademski obrazovanih ljudi" i ne manje od obrazovanja šumara Zapadne Europe.
Za svoj rad Akademija je koristila prostor Šumarskoga doma otvorenog također 1898.g., gdje je bio smješten i Šumarski muzej.
Fran Kesterčanek imenovan je u srpnju 1900.g. profesorom na Šumarskoj akademiji. Predavao je kolegije: uzgajanje šuma, uporabu šuma, čuvanje šuma, šumarsku politiku, šumarsku mehaničku tehnologiju i lovstvo.
Za izvođenje vježbi iz većine spomenutih predmeta uredio je bogatu zbirku učila u Kabinetu za šumsko-proizvodne struke osnovanom 1899.g. Posebno se isticala zbirka iz uzgajanja šuma na kojoj bi, prema prof. dr. A. Petračiću, "mogle zavidjeti mnoge starije visoke šumarske škole". Kesterčanek je bio predstojnik Kabineta do 1915.
Kao profesor uzgajanja šuma nastojao je urediti arboretum i šumsko - pokusni vrt, koji se počeo uređivati u Božjakovini, ali zbog udaljenosti nije koristio svrsi.
Kesterčanek je redovito organizirao i vodio stručne ekskurzije, objašnjavajući slušačima šumarstva šumarske prilike dotičnog područja i upotpunjavajući teoretska znanja praktičnim primjerima u šumi. 	 
U travnju 1908. Šumarska akademija uredbom Zemaljske vlade dobiva u upravnom pogledu široku samostalnost, a Zbor nastavnika izabire prof. Kesterčaneka za svog prvog pročelnika.
Kesterčanek je od 1911. do 1913.g. obavljao i dužnost upravitelja Šumarskoga muzeja, nastavnog objekta Akademije u kojemu su bili smješteni predlošci iz uzgajanja i uporabe šuma, tehnologija drva i lovstva.
Hrvatsku je zastupao na Šumarskom kongresu u Beču 1881., a na Svjetskom šumarskom kongresu u Beču 1890.g. predstavnik je Hrvatskog šumarskog društva. Kao profesor Akademije sudjeluje na Međunarodnom šumarskom i gospodarskom kongresu u Beču 1907.g. Jedan je od referenata teme pod naslovom "Koje bi mjere bile potrebne da se predusretne većim štetama insekata u šumi i da se spriječi njihovo rasprostranjivanje". Tom je prigodom izabran I. dopredsjenikom šumarskog odsjeka Kongresa. Godine 1913. zastupa Zagrebačko sveučilište na proslavi Visoke škole za kulturu tla u Beču u povodu 100. obljetnice njenog osnutka kao Šumarske akademije u Mariabrunnu. 	 
Godine 1913. Kesterčanek počinje jače pobolijevati. U toku 1914. i 1915. liječi se u Topuskom i Rogaškoj Slatini, ali bezuspješno. Umro je u Zagrebu 1915.

## Vanjske poveznice
- Fran Žaver Kesterčanek Hrvatska tehnička enciklopedija, portal hrvatske tehničke baštine. LZMK